# 1334年
| 千纪： | 2千纪 |
| 世纪： | 13世纪 \| 14世纪 \| 15世纪                                                                                 |
| 年代： | 1300年代 \| 1310年代 \| 1320年代 \| 1330年代 \| 1340年代 \| 1350年代 \| 1360年代                           |
| 年份： | 1329年 \| 1330年 \| 1331年 \| 1332年 \| 1333年 \| 1334年 \| 1335年 \| 1336年 \| 1337年 \| 1338年 \| 1339年 |
| 纪年： | 甲戌年（狗年）；元元统二年；越南開祐六年；日本南朝元弘四年，建武元年                                       |

## 大事记
- 日本
  - 镰仓时代结束，南北朝时代开始。

## 出生
- 4月22日——崇光天皇，日本天皇（逝世1398年，64岁）

## 逝世
- 12月4日——若望二十二世，教宗（出生约1245年，89岁）